# Paul Casey
Paul Alexander Casey (født 21. juli 1977 i Cheltenham, England) er en engelsk golfspiller, der (pr. september 2010) står noteret for elleve sejre gennem sin professionelle karriere. Hans bedste resultat i en Major-turnering er en 3. plads, som han opnåede ved British Open i 2010.
Casey har tre gange, i 2004, 2006 og 2008, repræsenteret det europæiske hold ved Ryder Cup, begge gange med sejr.